# Thyreobaeus
Thyreobaeus là một chi nhện trong họ Linyphiidae.